# Ukiha (Fukuoka)
Ukiha (うきは市 Ukiha-shi?) es una ciudad localizada en Fukuoka, Japón.
La ciudad fue fundada el 20 de marzo de 2005 como resultado de la fusión de las ciudades de Ukiha (浮羽町 Ukiha-machi?), que absorbió la ciudad de Yoshii, ambos del Distrito de Ukiha.
En 2003, antes de fusionarse, la ciudad tenía una población de 16.359 y una densidad de 183,27 personas por km². La superficie total era de 89,26 km².
A partir de 2005, la ciudad tiene una población de 33.177 y una densidad de 139 personas por km². La superficie total es de 117,55 km².

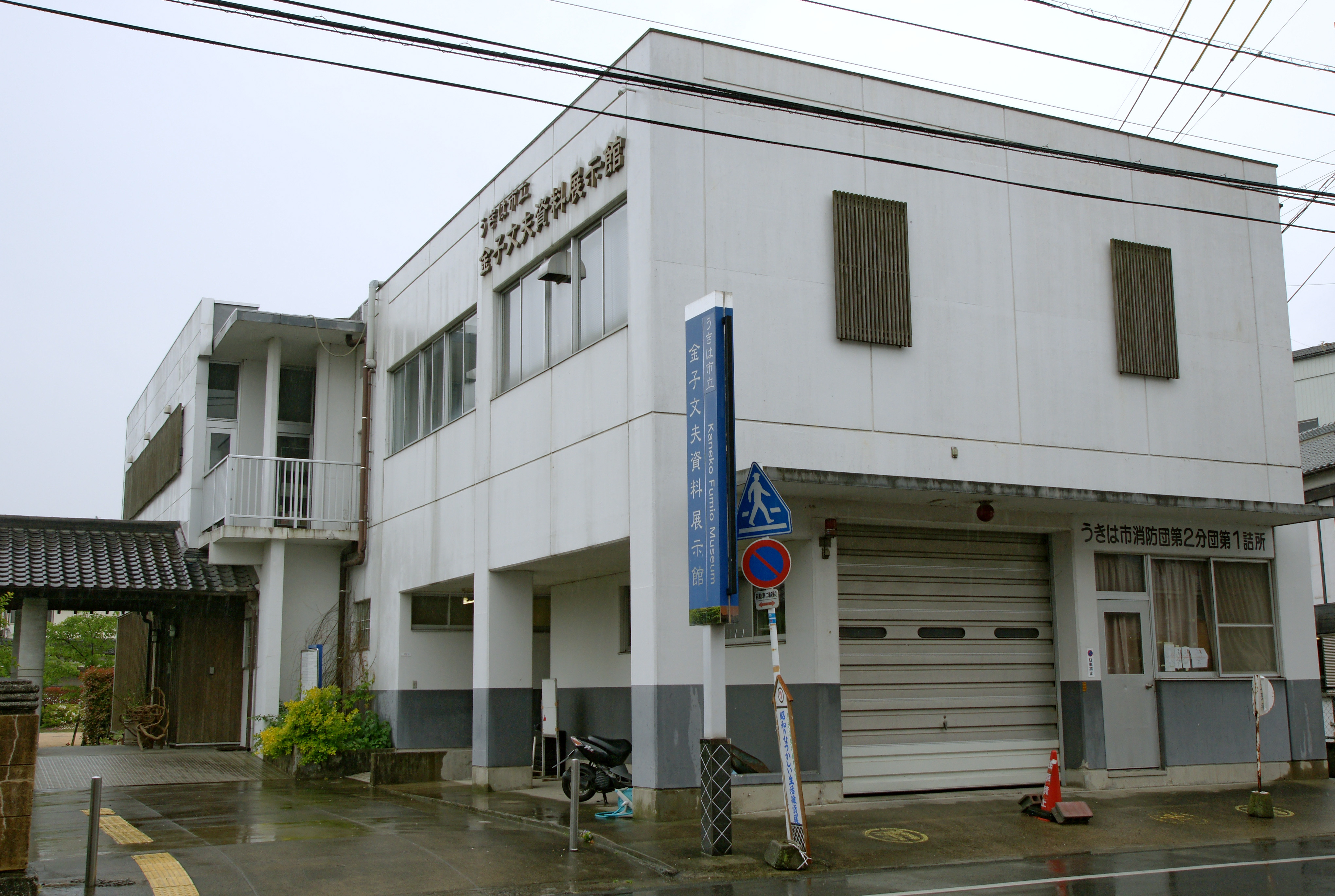
Museo Kaneko Fumio, Ukiha, Prefectura de Fukuoka, Japón.